# Міндаугас Карбаускіс
Міндаугас Карбаускіс (лит. Mindaugas Karbauskis; 28 січня 1972) — литовський театральний режисер.

## Біографія
Народився 28 січня 1972 року в селищі Найсяй Шяуляйського району Литви в сім'ї голови колгоспу.
Закінчив театральний факультет Литовської академії музики і театру й театральний факультет Російської академії театрального мистецтва (2001 рік, майстерня Петра Фоменка). Під час навчання поставив «Русалку» О. Пушкіна й «Гедду Габлер» Г. Ібсена.
У 2001 році був запрошений на посаду режисера-постановника у Театр-студію під керівництвом О. Табакова, де пропрацював до 2007 року. У цей період ним були поставлені:
- «Довгий різдвяний обід» Т. Вайлдера (2001)
- «Лицедій» Т. Бернгарда (2002)
- «Синхрон» Т. Гюрлімана (2003)
- «Коли я вмирала» В. Фолкнера (2004)
- «Дядя Ваня» А. Чехова (2004)
- «Оповідіння про сімох повішаних» Л. Андреєва (2005)
- "ПОХОДЖЕННЯ, складене за поемою М. В. Гоголя «Мертві душі» (2006)
- «Оповідання про щасливу Москву» за А. Платоновим (2007)

У 2009–2011 роках працював у Російському академічному молодіжному театрі. Ним, зокрема, поставлено «Нічия триває мить» І. Мераса (2010) й «Будденброки» Т. Манна (2011).
З 20 травня 2011 року — художній керівник Московського академічного театру імені Маяковського. Ним поставлено спектаклі:
«Таланти і шанувальники» О. Островського, «Пан Пунтила і його слуга Матті» Б. Брехта й «Серпень: графство Осейдж» (спільно з Г. Ецисом), «Кант» М. Івашкявичюса.

## Нагороди
- 2001 — лауреат молодіжної премії «Тріумф».
- 2004 — лауреат премії імені К. С. Станіславського у номінації «Робота режисера».
- 2004 — лауреат премії «Кришталева Турандот» («Коли я вмирала»).
- 2005 — лауреат Національної театральної премії «Золота маска» у номінації «Драма/Робота режисера» й «Драматична вистава малої форми» («Коли я вмирала»).
- 2006 — лауреат премії «Кришталева Турандот» («Оповідання про сімох повішаних»).
- 2008 — лауреат Національної театральної премії «Золота маска» у номінації «Драма/Робота режисера» («Оповідання про щасливу Москву», Театр п/кер. О. Табакова).
- 2011 — лауреат премії імені К. С. Станіславського у номінації «Подія сезону» («Будденброки», Російський академічний молодіжний театр).
- 2012 — лауреат глядацької премії «Живий театр» у номінації «Режисер року: нова хвиля» («Будденброки», РАМТ).
- 2013 — лауреат глядацької премії «Живий театр» у номінації «Режисер року: нова хвиля» (вистави «Таланти і шанувальники» й «Пан Пунтила і його слуга Матті», Московський академічний театр імені Маяковського).

## Проблеми з російським законодавством
2 лютого 2014 року Міндаугас Карбаускіс був депортований з Росії за порушення законодавства РФ. Він був змушений вилетіти до Вільнюса до вирішення проблеми. Того ж дня у Федеральній міграційній службі Росії повідомили, що художній керівник може повернутися до Росії, якщо гарантуватиме, що надалі він «буде дотримуватися законів РФ».